# Ђуро Пуцар Стари
Ђурађ Ђуро Пуцар — Стари (Кесићи, код Босанског Грахова, 13. децембар 1899 — Београд, 12. април 1979) био је комунистички револуционар, учесник Народноослободилачке борбе, друштвено-политички радник СФР Југославије и СР БиХ, двоструки јунак социјалистичког рада и народни херој Југославије.

## Биографија
Рођен је 13. децембра 1899. године у селу Кесићи, код Босанског Грахова. Потиче из сиромашне сељачке породице. После завршене основне школе, као питомац Српског привредног друштва Привредник, одлази 1908. године прво код Јозефа Патзла у Поповац, код кога је учио ковачки занат, а касније и у Печуј. За време учења заната почео је да се дружи са радницима и ступио је у везу с радничким покретом.
Члан Савеза комунистичке омладине Југославије (СКОЈ) постао је 1920, а Комунистичке партије Југославије (КПЈ) 1922. године. Нарочито је био активан у синдикалним радничким организацијама, у којима је дуго времена био синдикални функционер.
Године 1929. је због комунистичко-револуционарне делатности од Суда за заштиту државе осуђен на осам година затвора. Пошто је на робији наставио с партијским радом међу осуђеницима, осуђен је на још две године затвора. Тако да је у затворима у Лепоглави и Сремској Митровици провео укупно десет година.
После изласка из затвора, 1939. године, Ђуро је, по налогу Партије, илегално живео у Сарајеву и радио у Покрајинском комитету КПЈ за Босну и Херцеговину. Полиција га је убрзо ухапсила и протерала у родно место. Али, Ђуро се поново вратио у Сарајево и наставио да живи илегално.
Као делегат партијске организације Босне и Херцеговине, учествовао је на Петој земаљској конференцији КПЈ у Загребу, октобра 1940. године. Тада је изабран за члана Централног комитета Комунистичке партије Југославије.
Вративши се са партијске конференције у Сарајеву, Ђуро је све до почетка рата радио на омасовљењу и јачању партијских организација, као и на спровођењу нове политике унутар КПЈ.

### Народноослободилачка борба
Један је од главних организатора народног устанка у Босни и Херцеговини. Када је, 4. јула 1941. године, ЦК КПЈ, донео одлуку о подизању устанка, Ђуро је, по налогу ПК КПЈ за БиХ, отишао у Бања Луку. Тамо је, најпре у Обласном комитету КПЈ, извршио припреме за устанак у Босанској крајини, а одмах затим, када су почеле прве организоване акције на терену, отишао из Бања Луке у партизане, где је остао до краја рата, руководећи оружаном борбом народа Босанске крајине.
Као секретар Обласног комитета КПЈ за Босанску крајину, непрестано је обилазио партијске организације и окупљао народ за борбу. Учествовао је на партијским саветовањима на Шехитлуцима, код Бања Луке и на Орловицама, код Приједора.
Током читавог рата, Ђуро Пуцар је био једна од најистакнутијих личности у Босанској крајини. Организовао је велики број политичких и војних саветовања, стварао органе народноослободилачке власти и учествовао у многим борбама с непријатељем, током офанзиве на Козару и на Грмечу.
Био је члан Главног штаба НОП одреда Босне и Херцеговине, потпредседник ЗАВНОБиХ-а и члан Председништва АВНОЈ-а.

### Послератни период
После ослобођења Југославије, Ђуро је обављао високе државне и партијске функције у Босни и Херцеговини:
- био је министар без портфеља у првој Влади НР БиХ,
- председник Президијума Народне скупштине НР БиХ и потпредседник Президијума Народне скупштине ФНРЈ, од новембра 1946. до септембра 1948. године,
- председник Владе НР БиХ и секретар Централног комитета Комунистичке партије БиХ, од септембра 1948. до децембра 1953. године и
- председник Народне скупштине НР БиХ, од децембра 1953. до јуна 1963. године.

За члана Централног комитета Савеза комуниста Југославије биран је од Петог до Осмог конгреса СКЈ. Био је члан Извршног комитета Централног комитета Савеза комуниста Југославије и секретар Извршног комитета Централног комитета Савеза комуниста БиХ, члан Председништва Савезног одбора ССРН Југославије и председник Главног одбора ССРН БиХ, а такође је био члан Савета федерације и Савета народне одбране. Од 1966. до 1969. године обављао је и дужност председника СУБНОР-а Југославије. Имао је чин резервног генерал-потпуковника Југословенске народне армије (ЈНА).
Умро је 12. априла 1979. у Београду, а сахрањен је на сарајевском Новом гробљу.
Носилац је Партизанске споменице 1941. и многих других иностраних и југословенских одликовања. Одликован је — Орденом југословенске велике звезде, два пута Орденом јунака социјалистичког рада, Орденом народног ослобођења, Орденом југословенске заставе са лентом, Орденом партизанске звезде са златним венцем, Орденом заслуга за народ са златном звездом и Орденом за храброст. Орденом народног хероја одликован је 11. марта 1951. године.

## Галерија
- Политички затвореници, комунисти, у ковачници сремскомитровачке казнионице. Први здесна Ђуро Пуцар.
- Споменик Ђури Пуцару у Суботици
- Партизанска споменица 1941.
- Орден јунака социјалистичког рада
- Орден народног хероја